# La Fosse aux filles
La Fosse aux filles (en russe : Яма, « La Fosse ») est un roman de l'écrivain russe Alexandre Kouprine paru en 1915.

## Résumé

### Première partie
Dans une ville méridionale de la Russie, un quartier porte le nom de « Faubourg des voituriers » (Iamskaïa Sloboda, en abrégé « La Fosse »). Mais l’arrivée du chemin de fer à la fin du XIXe siècle a révolutionné les transports. Les voituriers ont disparu. Le quartier, qui était déjà un centre d’ivrognerie et de débauche, est devenu un centre de la prostitution, qui a complètement envahi le faubourg.

« Depuis la fin du XIXe siècle, les deux rues de la Fosse, la Grande Iamskaïa et la Petite Iamskaïa ne sont plus, d’un côté comme de l’autre, qu’une suite de maisons publiques. Il n’y a guère que cinq ou six maison particulières. Cafés, marchands de vin, épiceries sont au service exclusif de la prostitution de la Fosse »

— Alexandre Kouprine, La Fosse aux filles, Partie I, chapitre 1.
La seule différence entre les deux rues est la renommée et les tarifs des bordels : plus chics sur la Grande Iamskaïa, et beaucoup plus populaires sur la Petite Iamskaïa. 

### Deuxième partie
Likhonine, jeune étudiant en droit, chercheur de vérités, s'est mis en tête de sortir Liouba de sa condition de prostituée dans une ville de province russe méridionale. Mais vivre comme frère et sœur, comme il le souhaite, est une illusion qui s'estompe rapidement. Liouba est une fille simple et reconnaissante qui s'éprend de son sauveur et souhaite créer avec lui un couple traditionnel et fidèle. Ce n'est pas ce que souhaite le jeune étudiant. Trois amis viennent à sa rescousse pour transformer Liouba, qui ne connaît rien d'autre que son ex-métier, en une femme éduquée, instruite, civilisée. Elle pourrait ainsi se ménager un avenir dans le cadre d'une vie ordinaire de bourgeoise. Likhonine finit par ne plus supporter les projets amoureux de la jeune femme et il trouve une formule cynique pour se débarrasser de cette amie devenue trop fidèle.

### Troisième partie
Liouba est désemparée et cherche du réconfort chez son amie Jènka restée prostituée dans la maison où elles se sont connues.   Kouprine décrit le destin tragique de ce second personnage. Se sachant atteinte de la syphilis , Jènka se décide  à contaminer tous ses clients, « les jeunes , les vieux, les pauvres, les riches, les beaux, les monstrueux, tous, tous tous !… » . Connaissant les conséquences de la maladie sur son propre corps elle se décide à se suicider après s'être confiée à Platonov, le seul « homme dont les caresses et la condescendance soient sans arrière-pensée de chiennerie » .

## Critique
Kouprine ne perd jamais de vue le problème social de la Russie de son époque mais il se souvient qu'il est artiste et non sociologue. Il regarde toujours la réalité et comme Maxime Gorki il n'hésite pas à introduire dans ce roman des éléments autobiographiques. Par contre, contrairement à Gorki, il ne souhaite pas faire de la littérature un instrument de lutte politique et sociale. Il est loin d'être indifférent mais sa conviction est que « telle est la réalité : ce n'est ni de votre faute  ni de la nôtre ».
Kouprine a recueilli longuement les matériaux nécessaires à son roman, fruit d'une expérience directe. Dans les maisons closes où se déroule le récit, vivent toutes sortes de femmes qui rencontrent toutes sortes d'individus : le jeune étudiant qui fait sa première expérience, les maris las de la monotonie de la vie conjugale, le vieillard vicieux, le prédicateur de morale à l'usage d'autrui.
Le roman suscita d'âpres polémiques , les socialistes reprochant à Kouprine d'avoir considéré la prostitution comme un produit naturel de la société au lieu d'y voir une conséquence de l'organisation capitaliste de la société.
Pour Ettore Lo Gatto, le livre de Kouprine  est un instrument de polémique, ce qui du côté artistique en diminue la valeur. Un autre défaut du roman sur le plan artistique, poursuit le critique, est la différence entre les épisodes, les parties du roman qui ne sont guère reliées entre eux. Certaines présentent une surabondance de détails naturalistes dignes de La Maison Tellier de Maupassant, d'autres des élucubrations idéalistes sur un avenir meilleur pour la société.

## Traduction française
- Alexandre Kouprine (trad. du russe par Henri Mongault et L. Desormonts), La Fosse aux filles [« Яма »] [« La Fosse »] (roman), Paris, Éditions Bossard,‎ 1923.
- Alexandre Kouprine (trad. du russe par Henri Mongault et L. Desormonts), La Fosse aux filles [« Яма »] [« La Fosse »] (roman), Paris, Éditions des Syrtes,‎ 2002, 288 p. (ISBN 2-84545-069-9), partie 3.